# 35-та паралель південної широти
35-та паралель південної широти — лінія широти, що лежить на 35 градусів південніше земної екваторіальної площини. Вона проходить через Атлантичний океан, Індійський океан, Австралазію, Тихий океан та Південну Америку.

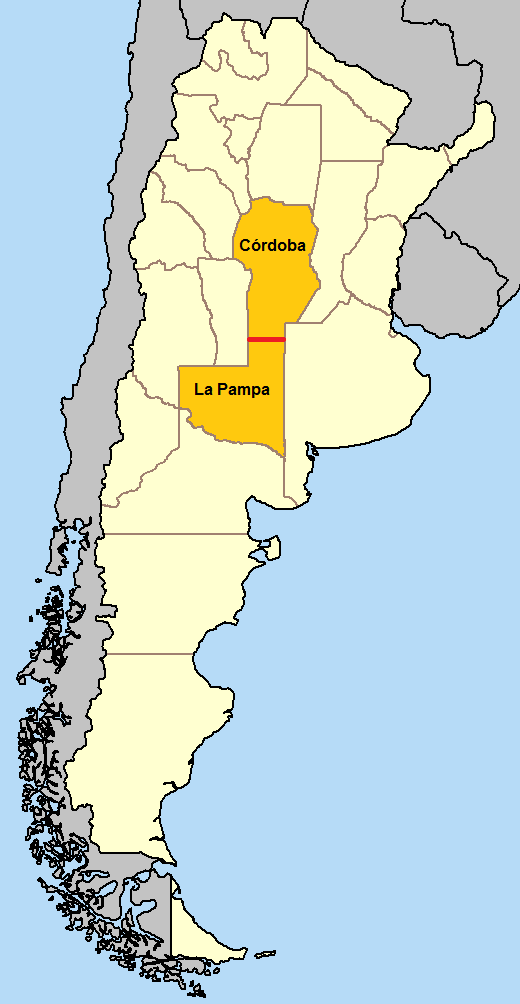
В Аргентині паралель є межею між провінціями Кордова та Ла-Пампа.
На цій широті під час літнього сонцестояння сонце видно 14 годин 31 хвилину, а під час зимового сонцестояння — 9 годин 48 хвилин.
35-ту паралель південної широти іноді використовують при визначенні південної межі субтропіків.

## Список географічних об'єктів, що перетинає 35° пд. ш.
Починаючи з Гринвіцького меридіану та рухаючись на схід, 35-та паралель південної широти проходить через:
| Координати                                                   | Країна, територія або море | Примітки |
| ------------------------------------------------------------ | -------------------------- | --- |
| 35°0′ пд. ш. 0°0′ сх. д. / 35.000° пд. ш. 0.000° сх. д.      | Атлантичний океан          | |
| 35°0′ пд. ш. 20°0′ сх. д. / 35.000° пд. ш. 20.000° сх. д.    | Індійський океан           | Проходить південніше мису Голковий, ПАР                                                                                                |
| 35°0′ пд. ш. 116°28′ сх. д. / 35.000° пд. ш. 116.467° сх. д. | Австралія                  | Західна Австралія — проходить південніше Денмарка[en] та Волпола[en] і північніше Олбані                                               |
| 35°0′ пд. ш. 118°12′ сх. д. / 35.000° пд. ш. 118.200° сх. д. | Індійський океан           | |
| 35°0′ пд. ш. 135°56′ сх. д. / 35.000° пд. ш. 135.933° сх. д. | Австралія                  | Південна Австралія – проходить через півострів Ейр та острів Тісл[en]                                                                  |
| 35°0′ пд. ш. 136°10′ сх. д. / 35.000° пд. ш. 136.167° сх. д. | Затока Спенсер             | |
| 35°0′ пд. ш. 136°58′ сх. д. / 35.000° пд. ш. 136.967° сх. д. | Австралія                  | Південна Австралія – проходить через півострів Йорк[en]                                                                                |
| 35°0′ пд. ш. 137°45′ сх. д. / 35.000° пд. ш. 137.750° сх. д. | Затока Святого Вінсента    | |
| 35°0′ пд. ш. 138°30′ сх. д. / 35.000° пд. ш. 138.500° сх. д. | Австралія                  | Південна Австралія — проходить південніше Аделаїди Вікторія Новий Південний Уельс                                                      |
| 35°0′ пд. ш. 150°47′ сх. д. / 35.000° пд. ш. 150.783° сх. д. | Тасманове море             | |
| 35°0′ пд. ш. 173°9′ сх. д. / 35.000° пд. ш. 173.150° сх. д.  | Нова Зеландія              | Проходить через Північний острів |
| 35°0′ пд. ш. 173°57′ сх. д. / 35.000° пд. ш. 173.950° сх. д. | Тихий океан                | |
| 35°0′ пд. ш. 72°11′ зх. д. / 35.000° пд. ш. 72.183° зх. д.   | Чилі                       | Мауле — проходить південніше Курико |
| 35°0′ пд. ш. 70°21′ зх. д. / 35.000° пд. ш. 70.350° зх. д.   | Аргентина                  | В Аргентині паралель є межею провінцій Кордова та Ла-Пампа. Проходить південніше Ла-Плати                                              |
| 35°0′ пд. ш. 57°35′ зх. д. / 35.000° пд. ш. 57.583° зх. д.   | Атлантичний океан          | Проходить через естуарій Ріо-де-ла-Плата — південніше Монтевідео, Уругвай Проходить між Пунта-дель-Есте та островом Лобос[en], Уругвай |